# Mostaganem (provins)
35°56′N 0°05′Ø / 35.93°N 0.08°Ø
Provinsen Mostaganem (arabisk: ولاية مستغانم) er en af Algeriets 48 provinser. Provinsen har et areal på 2.269 km2
og et indbyggertal på omkring 737.118 (2008) indbyggere. Hovedbyen er byen Mostaganem.